# Tipula (Formotipula) vindex
Tipula (Formotipula) vindex is een tweevleugelige uit de familie langpootmuggen (Tipulidae). De soort komt voor in het Palearctisch gebied.